# Thủ tướng Ý
Thủ tướng Ý, chính thức là Chủ tịch Hội đồng Bộ trưởng Cộng hòa Ý (tiếng Ý: Presidente del Consiglio dei Ministri) là người đứng đầu chính phủ của Cộng hòa Ý.
Dù chức vụ này là tương tự như trong hầu hết các chế độ nghị viện khác, Thủ tướng Ý lại có thẩm quyền ít hơn so với một số các người đồng cấp của mình. Thủ tướng không có quyền yêu cầu giải tán Quốc hội Ý hoặc miễn nhiệm Bộ trưởng, và phải thông qua một cuộc bỏ phiếu chấp thuận từ Hội đồng Bộ trưởng nắm quyền hành pháp thực tế để thi hành hầu hết các hoạt động chính trị.
Chức vụ này được thiết lập trong các điều khoản từ 92 đến 96 của Hiến pháp của Ý hiện tại. Thủ tướng được bổ nhiệm bởi Tổng thống Cộng hòa sau mỗi cuộc tổng tuyển cử. Thường được gọi ở Ý là Thủ tướng, chức vụ này chính thức được gọi là "Presidente del Consiglio dei Ministri", hoặc chỉ "Presidente del Consiglio. Trình tự ưu tiên Ý chính thức xếp chức vụ này về mặt lễ nghi là chức vụ nhà nước quan trọng thứ tư của Ý.

## Lịch sử
Chức vụ này được thiết lập đầu tiên vào năm 1848 trong đạo luật Albertine của nhà nước tiền thân của Ý ngày nay, Vương quốc Sardegna - mặc dù đã không được đề cập trong hiến pháp. Các ứng cử viên cho chức vụ này đã được bổ nhiệm bởi nhà vua, và chủ trì một hệ thống chính trị rất không ổn định. Trong 60 năm tồn tại đầu tiên (1861-1921), Italia thay đổi thủ tướng 37 lần. Do tình trạng này, các mục tiêu đầu tiên của Benito Mussolini, được bổ nhiệm vào năm 1922, là để xóa bỏ quyền của Quốc hội bỏ phiếu bất tín nhiệm ông, do đó dựa quyền lực của mình vào ý chí của nhà vua và chỉ trên Đảng Quốc gia Phát xít. Với sự thành lập của nước Cộng hòa Ý vào năm 1946, chức vụ này nhận được công nhận hiến pháp và đã có 26 người nắm giữ chức vụ này trong 67 năm.

## Chức năng
Ngoài quyền lực vốn có của một thành viên của nội các, Thủ tướng nắm giữ quyền hạn cụ thể, đáng chú ý nhất có thể đề cử một danh sách các bộ trưởng nội các được bổ nhiệm bởi Tổng thống Cộng hòa ký tiếp vào tất cả các văn bản pháp lý có hiệu lực pháp luật đã được ký bởi Tổng thống Cộng hòa Ý.
Điều 95 của hiến pháp Ý quy định rằng "Thủ tướng Chính phủ chỉ đạo và điều phối hoạt động của các bộ trưởng". Quyền lực này đã được sử dụng đến một mức độ khá biến động trong lịch sử của nhà nước Ý, vì nó ảnh hưởng mạnh mẽ bởi sức mạnh chính trị của cá nhân Bộ trưởng và do đó các đảng mà họ đại diện.
Thông thường, hoạt động của Thủ tướng bao gồm phần lớn trung gian giữa các đảng phái khác nhau trong liên minh đa số, chứ không phải chỉ đạo hoạt động của Hội đồng Bộ trưởng. Quyền lực giám sát của Thủ tướng Chính phủ còn bị hạn chế hơn nữa do thiếu thẩm quyền chính thức trong việc cách chức các Bộ trưởng, mặc dù một cuộc cải tổ nội các (rimpasto), hoặc đôi khi thậm chí bỏ phiếu bất tín nhiệm một cá nhân của Quốc hội, trong thực tế có thể là một biện pháp thay thế.

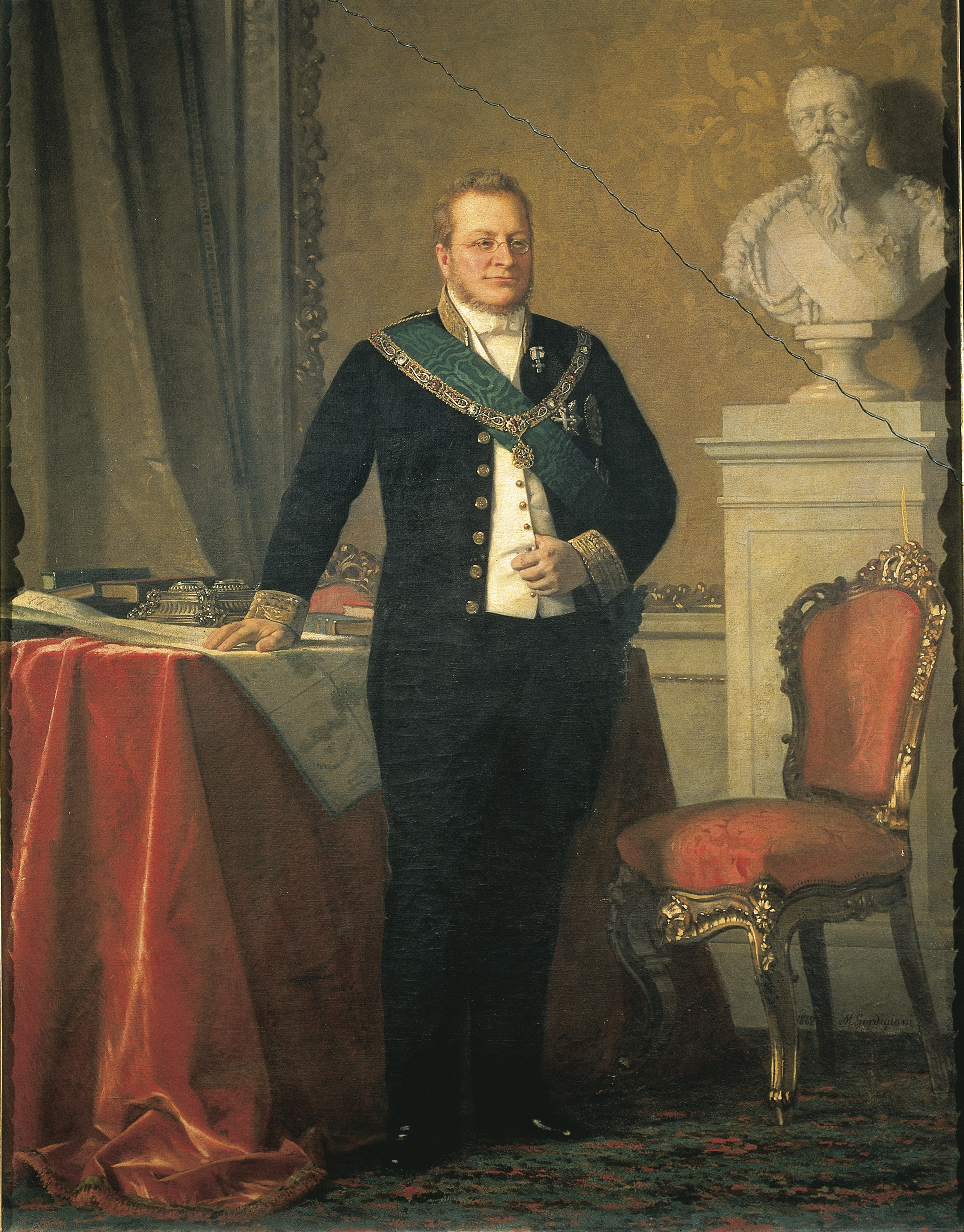
Camillo Benso Cavour, thủ tướng Ý đầu tiên.

## Danh sách thủ tướng Ý

### Vương quốc Ý(1861-1946)
- Camillo Benso Cavour (tháng 3 - tháng 6 năm 1861)
- Bettino Ricasoli (1861-1862; 1866-1867)
- Urbano Rattazzi (tháng 3 - tháng 12 năm 1862; tháng 4 - tháng 10 năm 1867)
- Luigi Carlo Farini (1862-1863)
- Marco Minghetti (1863-1864)
- Alfonso Ferrero La Marmora (1864-1866)
- Luigi Federico Menabrea (1867-1869)
- Giovanni Lanza (1869-1873)
- Marco Minghetti (1873-1876)
- Agostino Depretis (1876-1878)
- Benedetto Cairoli (tháng 3 - tháng 12 năm 1878; 1879-1881)
- Agostino Depretis (1878-1879; 1881-1887)
- Francesco Crispi (1887-1891; 1893-1896)
- Antonio Starabba, Hầu tước Rudinì (1891-1892; 1896-1898)
- Giovanni Giolitti (1892-1893; 1903-1905; 1906-1909; 1911-1914; 1920-1921)
- Luigi Pelloux (1898-1900)
- Giuseppe Saracco (1900-1901)
- Giuseppe Zanardelli (1901-1903)
- Tommaso Tittoni (12 - 28 tháng 3 năm 1905)
- Alessandro Fortis (1905-1906)
- Sidney Sonnino (tháng 2 - tháng 5 năm 1906; 1909-1910)
- Luigi Luzzatti (1910-1911)
- Antonio Salandra (1914-1916)
- Paolo Boselli (1916-1917)
- Vittorio Emanuele Orlando (1917-1919)
- Francesco Saverio Nitti (1919-1920)
- Ivanoe Bonomi (1921-1922)
- Luigi Facta (tháng 2 - tháng 10 năm 1922)
- Benito Mussolini (1922-1943)
- Pietro Badoglio (1943-1944)
- Ivanoe Bonomi (1944-1945)
- Ferruccio Parri (tháng 6 - tháng 9 năm 1945)
- Alcide De Gasperi (1945-1946)

### Cộng hòa Ý(1946-nay)
- Alcide De Gasperi (1946-1953)
- Giuseppe Pella (1953-1954)
- Amintore Fanfani (tháng 1 - tháng 2 năm 1954; 1958-1959; 1960-1963; 1982-1983; tháng 4 - tháng 7 năm 1987)
- Mario Scelba (1954-1955)
- Antonio Segni (1955-1957; 1959=1960)
- Adone Zoli (1957-1958)
- Fernando Tambroni (tháng 3 - tháng 7 năm 1960)
- Giovanni Leone (tháng 6 - tháng 12 năm 1963; tháng 6 - tháng 12 năm 1968)
- Aldo Moro (1963-1968; 1974-1976)
- Mariano Rumor (1968-1970' 1973-1974)
- Emilio Colombo (1970-1972)
- Giulio Andreotti (1972-1973; 1976-1979; 1989-1992)
- Francesco Cossiga (1979-1980)
- Arnaldo Forlani (1980-1981)
- Giovanni Spadolini (1981-1982)
- Bettino Craxi (1983-1987)
- Giovanni Goria (1987-1988)
- Ciriaco De Mita (1988-1989)
- Giuliano Amato (1992-1993, 2000-2001)
- Carlo Azeglio Ciampi (1993-1994)
- Silvio Berlusconi (1994-1995; 2001-2006; 2008-2011)
- Lamberto Dini (1995-1996)
- Romano Prodi (1996-1998; 2006-2008)
- Massimo D'Alema (1998-2000)
- Mario Monti (2011-2013)
- Enrico Letta (2013-2014)
- Matteo Renzi (2014-2016)
- Paolo Gentiloni (2016-2018)
- Giuseppe Conte (2018-2021)
- Mario Draghi (2021-2022)
- Giorgia Meloni (2022-nay)

## Các cựu Thủ tướng còn sống

Danh sách 10 cựu Thủ tướng Ý còn sống
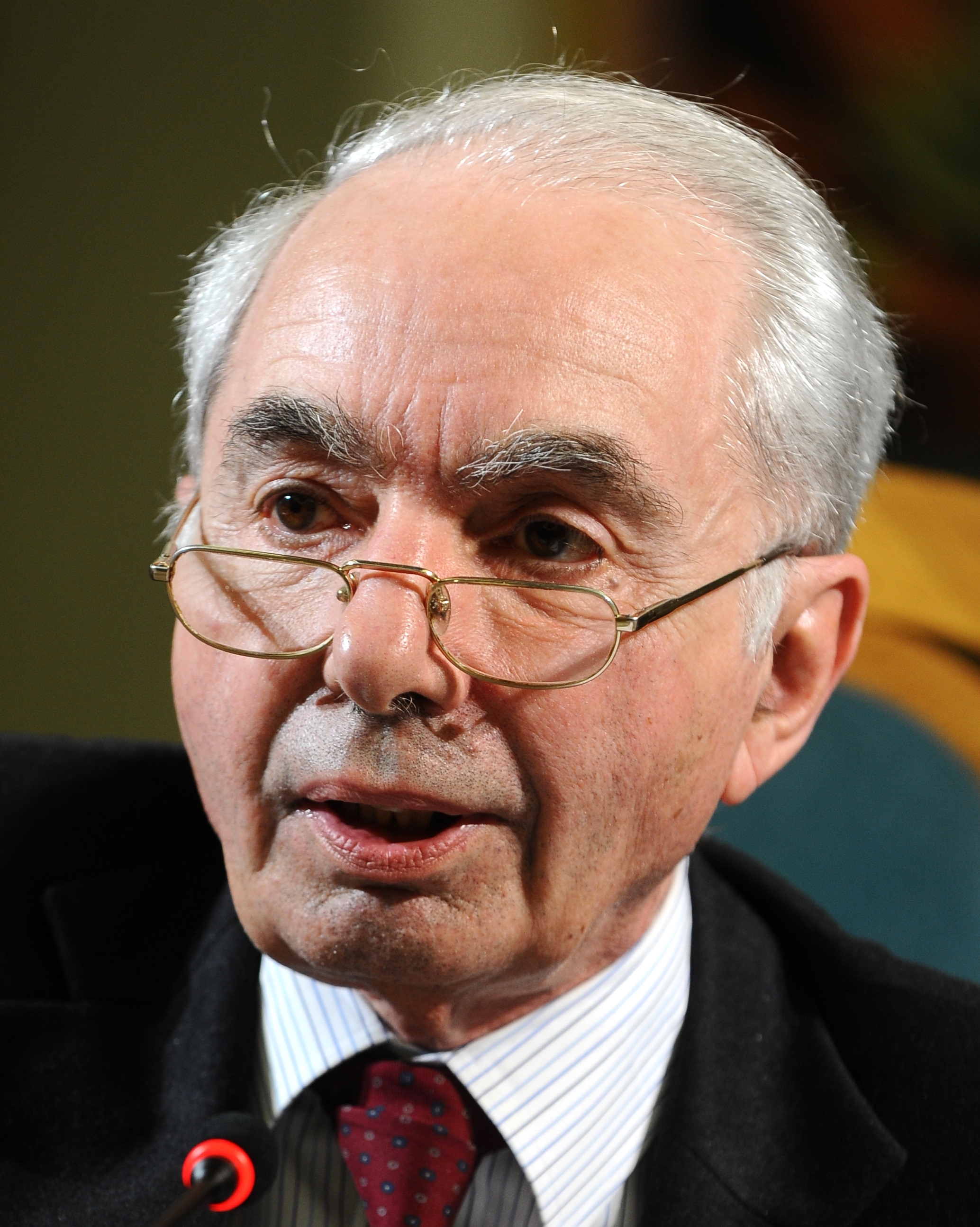
Giuliano Amato phục vụ 1992-1993; 2000-2001
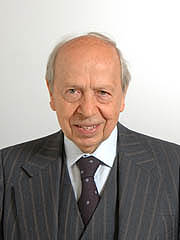
Lamberto Dini phục vụ 1995-1996
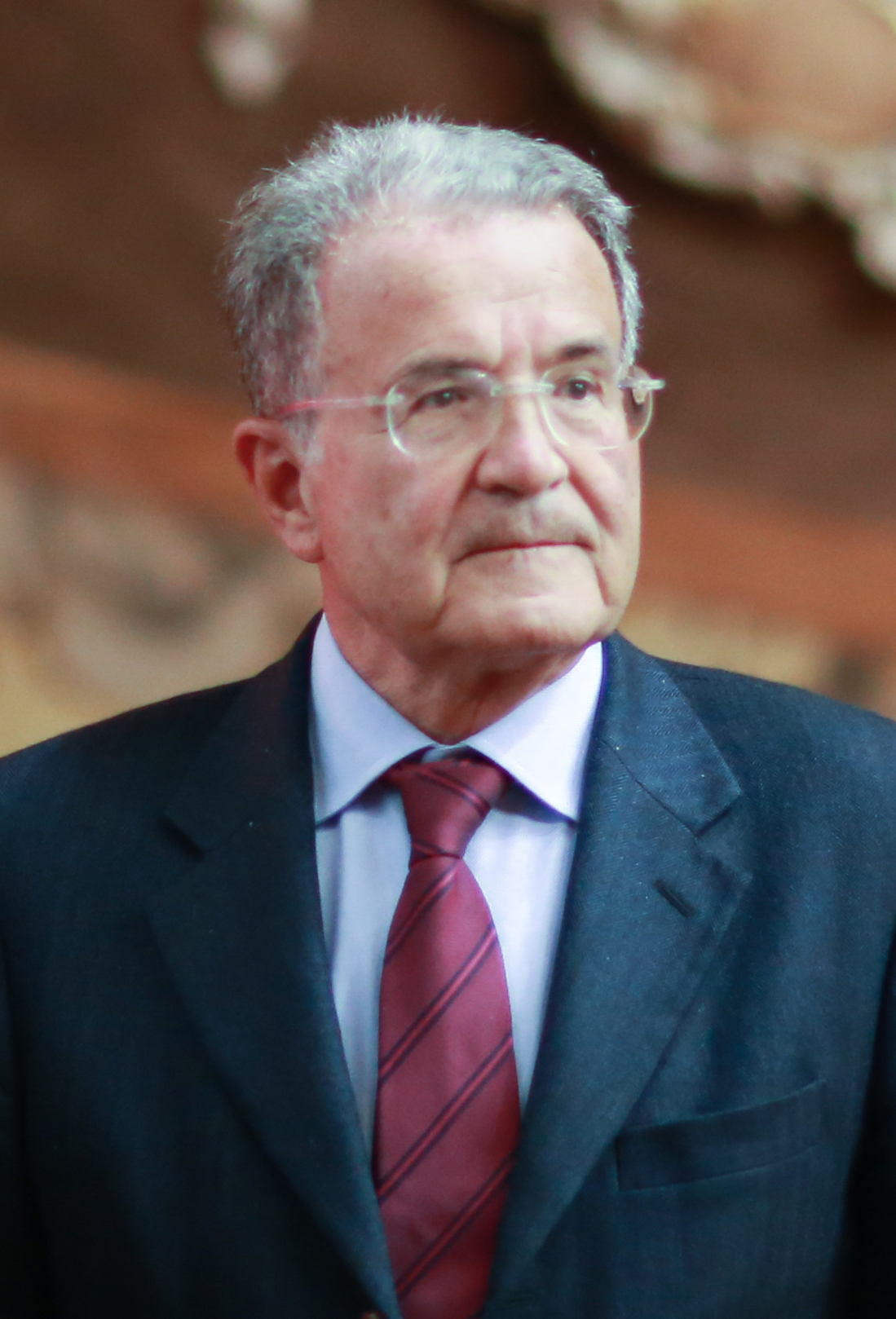
Romano Prodi phục vụ 1996-1998; 2006-2008
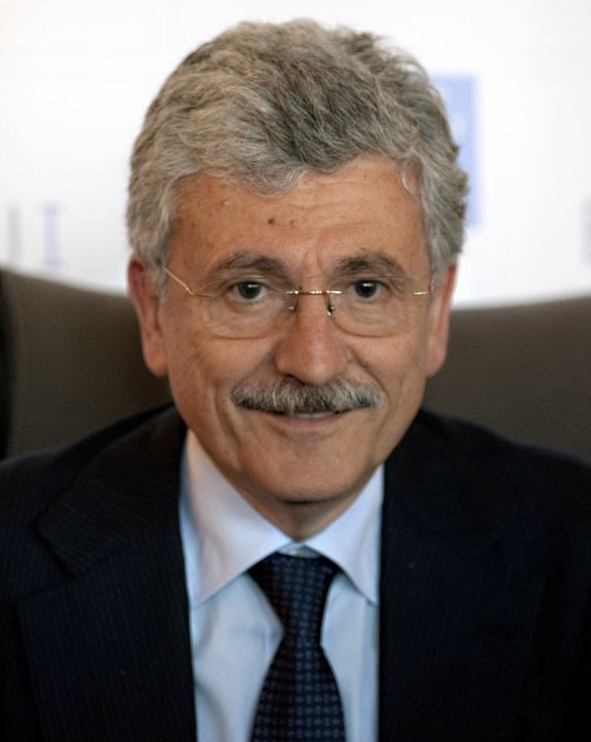
Massimo D'Alema phục vụ 1998-2000
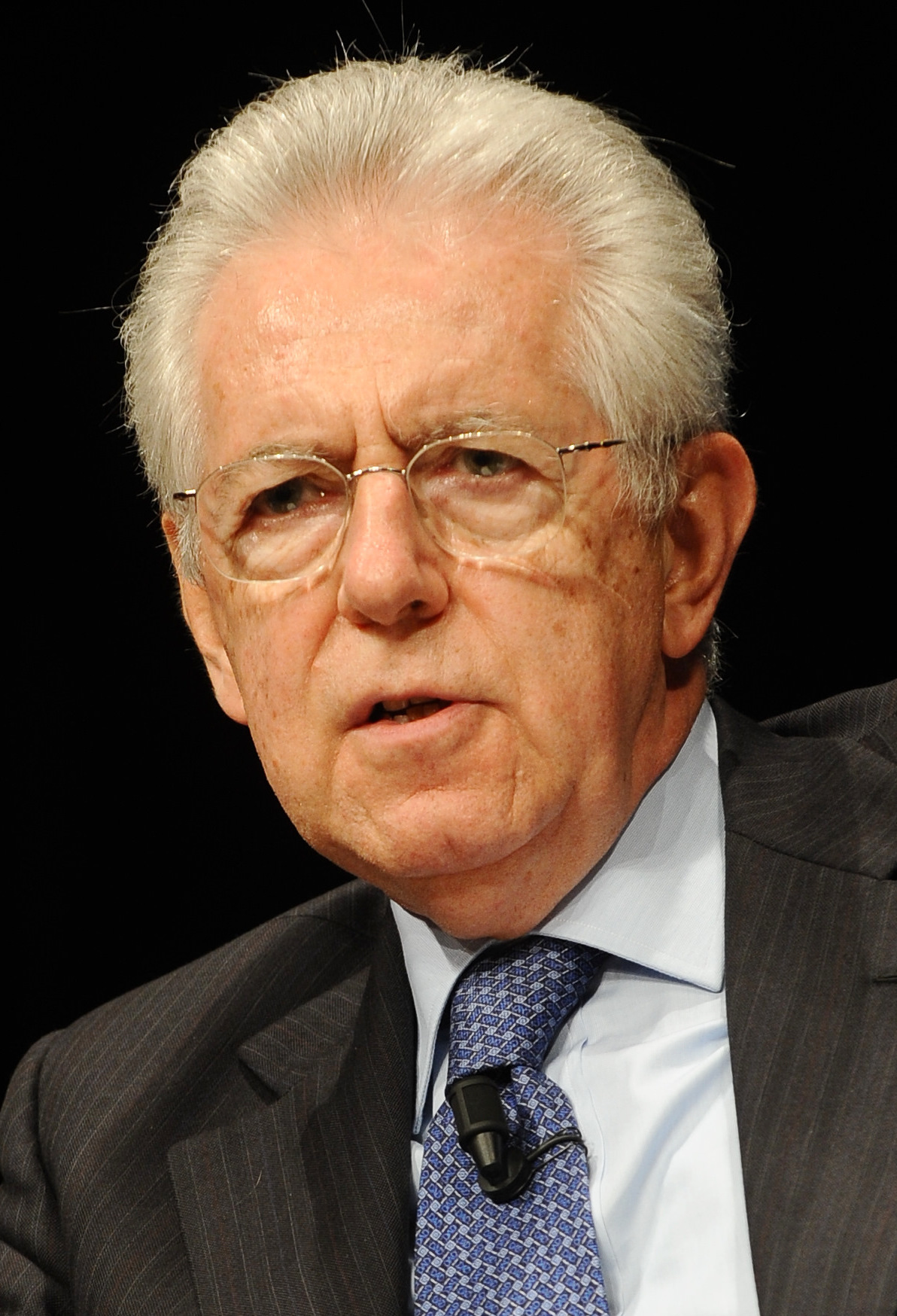
Mario Monti phục vụ 2011-2013
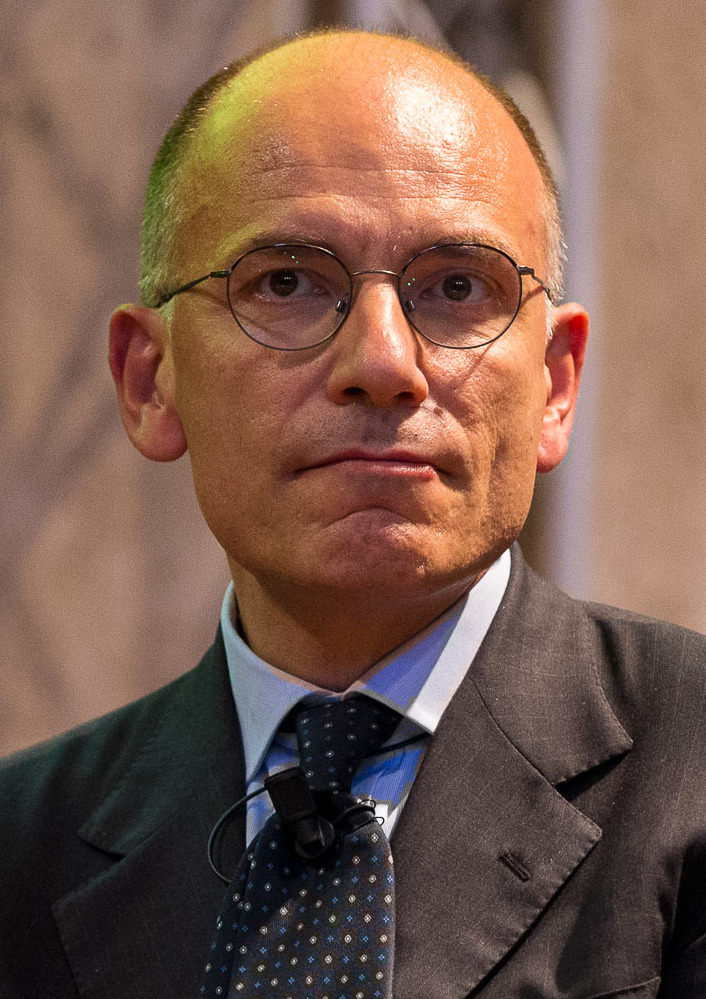
Enrico Letta phục vụ 2013-2014
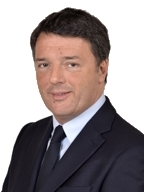
Matteo Renzi phục vụ 2014-2016
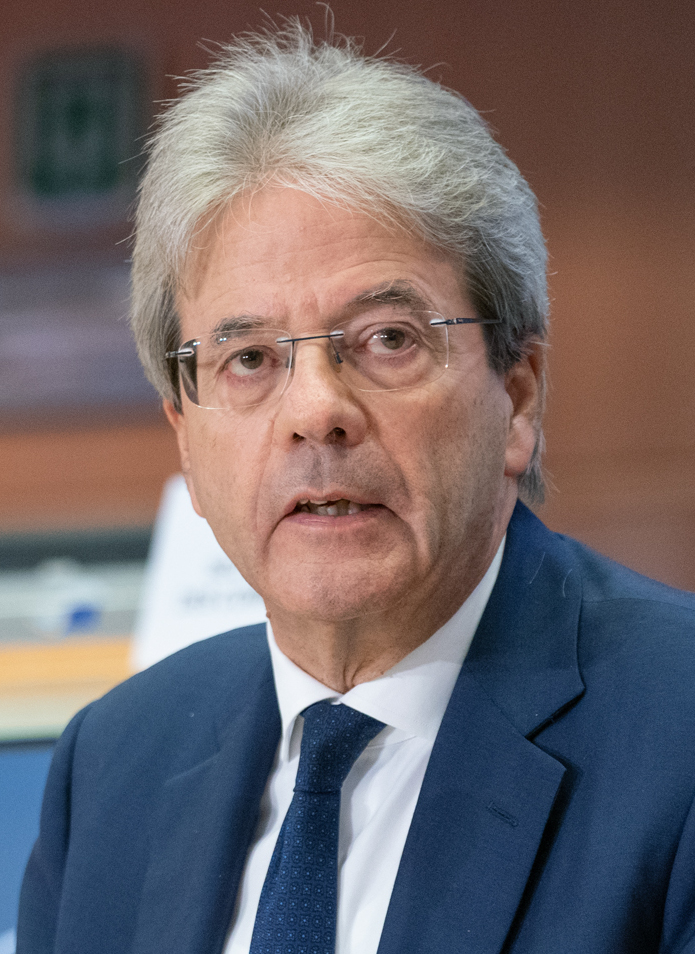
Paolo Gentiloni phục vụ 2016-2018
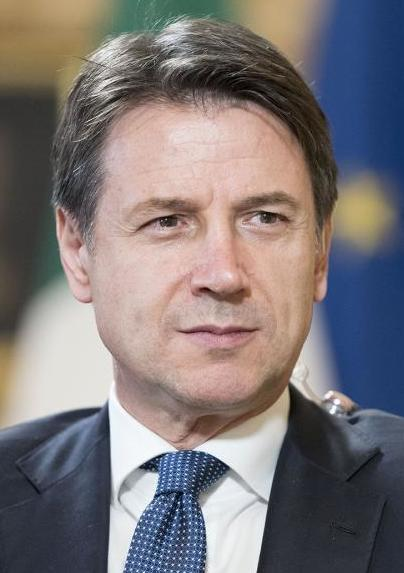
Giuseppe Conte phục vụ 2018-2021
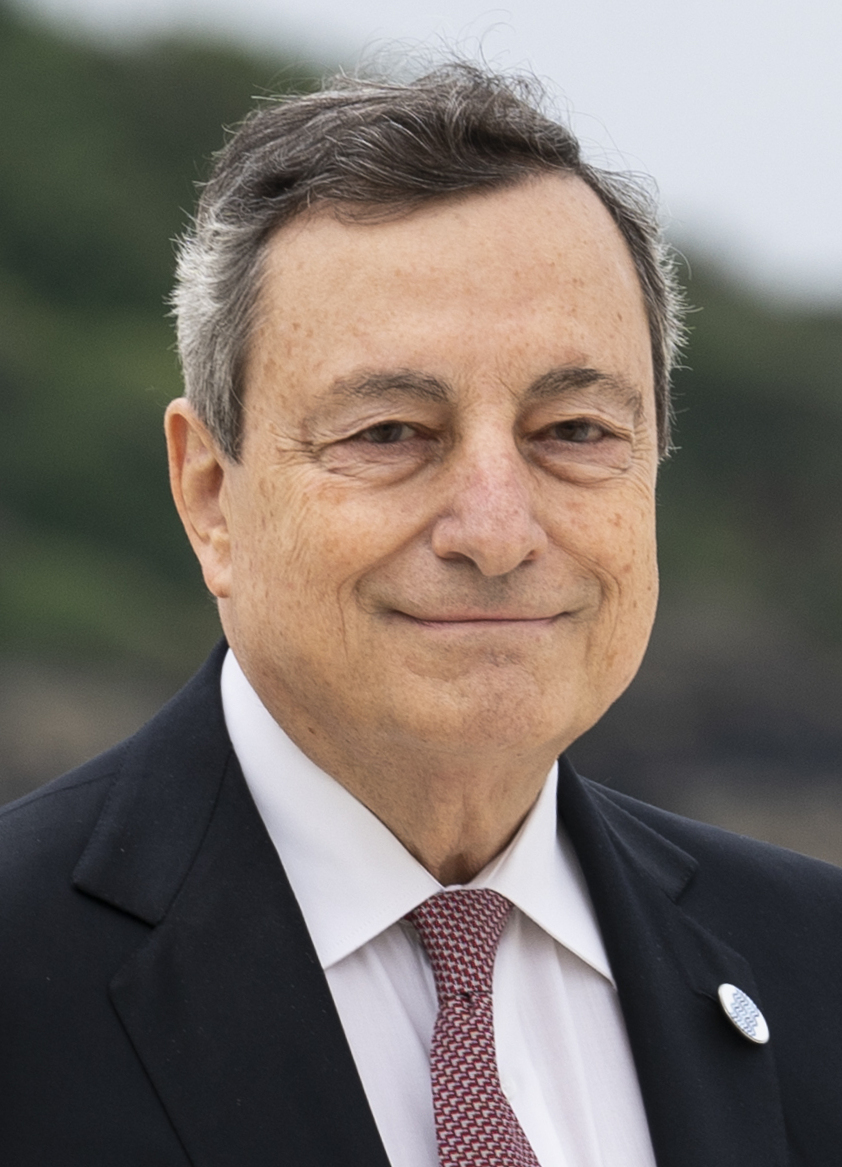
Mario Draghi phục vụ 2021-2022